# 24 uur van Le Mans 2010
De 24 uur van Le Mans 2010 was de 78e editie van deze endurancerace. De race werd verreden op 12 en 13 juni 2010 op het Circuit de la Sarthe nabij Le Mans, Frankrijk. De race werd gewonnen door de Audi R15 Plus met startnummer 9 van Timo Bernhard, Mike Rockenfeller en Romain Dumas. In de LMP2-klasse zegevierde het Strakka Racing Team met de HPD ARX, met Nick Leventis, Danny Watts en Jonny Kane aan het stuur. In de GT1-klasse ging de winst naar de Saleen van Larbre Compétition met coureurs Roland Bervillé, Julien Canal en Gabriele Gardel. De GT2-klasse werd gewonnen door Marc Lieb, Richard Lietz en Wolf Henzler in de Porsche 977 GT3 van Team Felbermayr-Proton.

## Tijdschema
| Schema            | Schema        | Schema                               |
| Datum             | Tijd          | Onderdeel                            |
| ----------------- | ------------- | ------------------------------------ |
| Zondag 6 juni     | 14:30 – 19:00 | Keuring                              |
| Maandag 7 juni    | 09:30 – 17:30 | Keuring                              |
| Woensdag 9 juni   | 16:00 – 20:00 | Vrije training                       |
| Woensdag 9 juni   | 22:00 – 24:00 | Kwalificatie                         |
| Donderdag 10 juni | 19:00 – 21:00 | Kwalificatie                         |
| Donderdag 10 juni | 22:00 – 24:00 | Kwalificatie                         |
| Vrijdag 11 juni   | 18:00 – 20:00 | Rijdersparade in Le Mans             |
| Zaterdag 12 juni  | 09:00 – 09:45 | Warm-up                              |
| Zaterdag 12 juni  | 15:00         | Start van de 78e 24 uur van Le Mans  |
| Zondag 13 juni    | 15:00         | Finish van de 78e 24 uur van Le Mans |

## Inschrijvingen

### LMP1

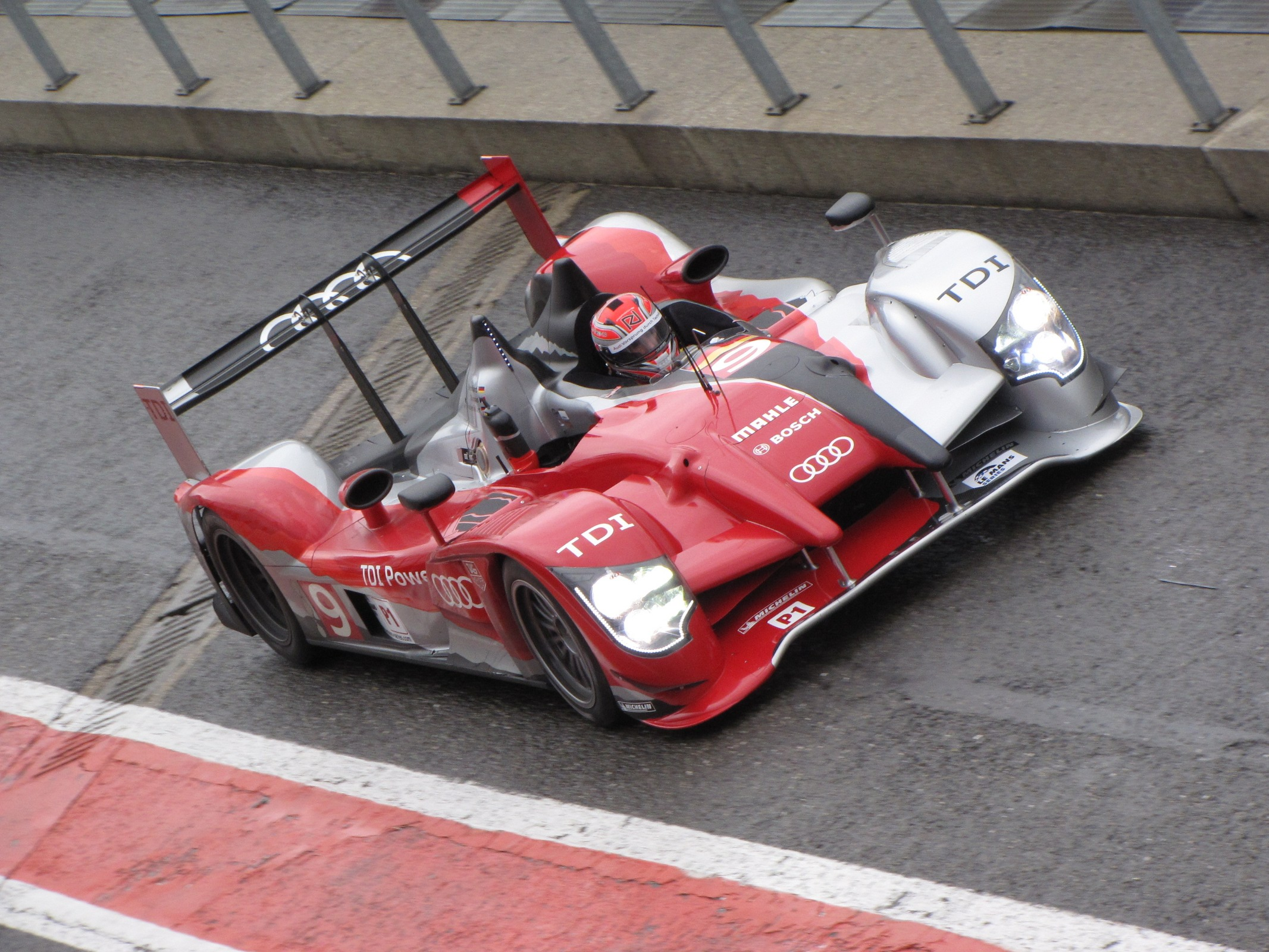
Winnaar van de 78e editie van de 24 uur van Le Mans, de Audi R15 Plus met startnummer 9.

| No. | Team                     | Chassis              | Banden     | Coureurs                                            |
| --- | ------------------------ | -------------------- | ---------- | --------------------------------------------------- |
| 1   | Team Peugeot Total       | Peugeot 908          | M Michelin | Alexander Wurz Marc Gené Anthony Davidson           |
| 2   | Team Peugeot Total       | Peugeot 908          | M Michelin | Nicolas Minassian Stéphane Sarrazin Franck Montagny |
| 3   | Peugeot Sport Total      | Peugeot 908          | M Michelin | Sébastien Bourdais Pedro Lamy Simon Pagenaud        |
| 4   | Team Oreca Matmut        | Peugeot 908          | M Michelin | Olivier Panis Nicolas Lapierre Loïc Duval           |
| 5   | Beechdean Mansell        | Ginetta Zytek        | D Dunlop   | Nigel Mansell Greg Mansell Leo Mansell              |
| 6   | Aim Team Oreca Matmut    | Oreca Aim            | M Michelin | Soheil Ayari Didier André Andy Meyrick              |
| 7   | Audi Sport Team Joest    | Audi R15 Plus        | M Michelin | Tom Kristensen Rinaldo Capello Allan McNish         |
| 8   | Audi Sport Team Joest    | Audi R15 Plus        | M Michelin | André Lotterer Marcel Fässler Benoît Tréluyer       |
| 9   | Audi Sport North America | Audi R15 Plus        | M Michelin | Mike Rockenfeller Timo Bernhard Romain Dumas        |
| 11  | Drayson Racing           | Lola Judd Coupe      | M Michelin | Paul Drayson Jonny Cocker Emanuele Pirro            |
| 12  | Rebellion Racing         | Lola Rebellion Coupe | M Michelin | Nicolas Prost Neel Jani Marco Andretti              |
| 13  | Rebellion Racing         | Lola Rebellion Coupe | M Michelin | Andrea Belicchi Jean-Christophe Boullion Guy Smith  |
| 14  | Kolles                   | Audi R10             | M Michelin | Christijan Albers Scott Tucker Manuel Rodrigues     |
| 15  | Kolles                   | Audi R10             | M Michelin | Christian Bakkerud Oliver Jarvis Christophe Bouchut |
| 19  | Michael Lewis/Autocon    | Lola AER             | D Dunlop   | Michael Lewis Bryan Willman Tony Burgess            |
| 007 | Aston Martin Racing      | Lola Aston Martin    | M Michelin | Harold Primat Stefan Mücke Adrián Fernández         |
| 008 | Signature Plus           | Lola Aston Martin    | D Dunlop   | Pierre Ragues Vanina Ickx Franck Mailleux           |
| 009 | Aston Martin Racing      | Lola Aston Martin    | M Michelin | Darren Turner Juan Barazi Sam Hancock               |

### LMP2
| No. | Team                | Chassis          | Banden     | Coureurs                                         |
| --- | ------------------- | ---------------- | ---------- | ------------------------------------------------ |
| 24  | OAK Racing          | Pescarolo Judd   | D Dunlop   | Jacques Nicolet Richard Hein Jean-François Yvon  |
| 25  | RML                 | Lola HPD Coupe   | D Dunlop   | Mike Newton Thomas Erdos Andy Wallace            |
| 26  | Highcroft Racing    | HPD ARX.01       | M Michelin | David Brabham Marino Franchitti Marco Werner     |
| 28  | Race Performance AG | Radical Judd SR9 | P Pirelli  | Pierre Bruneau Marc Rostan Ralph Meichtry        |
| 29  | Racing Box SRL      | Lola Judd Coupe  | D Dunlop   | Luca Pirri Marco Cioci Piergiuseppe Perazzini    |
| 35  | OAK Racing          | Pescarolo Judd   | D Dunlop   | Matthieu Laheye Guillaume Moreau Jan Charouz     |
| 37  | Gerard Welter       | WR Zytek         | D Dunlop   | Philippe Salini Stéphane Salini Tristan Gommendy |
| 38  | Pegasus Racing      | Norma Judd       | D Dunlop   | Julien Schell Frédéric da Costa David Zollinger  |
| 39  | KSM                 | Lola Judd        | D Dunlop   | Jean de Pourtales Hideki Noda Jonathan Kennard   |
| 40  | Quifel ASM Racing   | Ginetta Zytek    | D Dunlop   | Miguel Amaral Olivier Pla Warren Hughes          |
| 41  | Team Bruichladdich  | Ginetta Zytek    | D Dunlop   | Karim Ojjeh Tim Greaves Gary Chaladon            |
| 42  | Strakka Racing      | HPD ARX.01       | M Michelin | Nick Leventis Danny Watts Jonny Kane             |

### LMGT1
| No. | Team                   | Chassis                     | Banden     | Coureurs                                       |
| --- | ---------------------- | --------------------------- | ---------- | ---------------------------------------------- |
| 50  | Larbre Compétition     | Saleen S7R                  | M Michelin | Roland Berville Julien Canal Gabriele Gardel   |
| 52  | Young Driver AMR       | Aston Martin DBR9           | M Michelin | Christoffer Nygaard Tomáš Enge Peter Kox       |
| 60  | Matech Competition     | Ford GT1                    | M Michelin | Thomas Mutsch Romain Grosjean Jonathan Hirschi |
| 61  | Matech Competition     | Ford GT1                    | M Michelin | Natacha Gachnang Cyndie Alleman Rahel Frey     |
| 69  | JLOC                   | Lamborghini Murciélago R-GT | Y Yokohama | Atsushi Yogo Yutaka Yamgishi Hiroyuki Iiri     |
| 70  | Marc VDS Racing Team   | Ford GT1                    | M Michelin | Eric de Doncker Bas Leinders Markus Palttala   |
| 72  | Luc Alphand Adventures | Corvette C6.R               | D Dunlop   | Stéphane Gregoire Jérôme Policand David Hart   |
| 73  | Luc Alphand Adventures | Corvette C6.R               | D Dunlop   | Julien Jousse Patrice Goueslard Xavier Maassen |

### LMGT2
| No. | Team                      | Chassis                     | Banden     | Coureurs                                           |
| --- | ------------------------- | --------------------------- | ---------- | -------------------------------------------------- |
| 63  | Corvette Racing           | Corvette C6.R               | M Michelin | Jan Magnussen Johnny O'Connell Antonio García      |
| 64  | Corvette Racing           | Corvette C6.R               | M Michelin | Oliver Gavin Olivier Beretta Emmanuel Collard      |
| 75  | Prospeed Competition      | Porsche 997 GT3 RSR         | M Michelin | Paul van Splunteren Niek Hommerson Louis Machiels  |
| 76  | IMSA Performance Matmut   | Porsche 997 GT3 RSR         | M Michelin | Raymond Narac Patrick Pilet Patrick Long           |
| 77  | Team Felbermayr-Proton    | Porsche 997 GT3 RSR         | M Michelin | Marc Lieb Richard Lietz Wolf Henzler               |
| 78  | BMW Motorsport            | BMW M3 GT2                  | D Dunlop   | Jörg Müller Uwe Alzen Augusto Farfus               |
| 79  | BMW Motorsport            | BMW M3 GT2                  | D Dunlop   | Andy Priaulx Dirk Müller Dirk Werner               |
| 80  | Flying Lizard Motorsports | Porsche 997 GT3 RSR         | M Michelin | Seth Neiman Jörg Bergmeister Darren Law            |
| 81  | Jaguar RSR                | Jaguar XKRS                 | Y Yokohama | Paul Gentilozzi Scott Pruett Marc Goossens         |
| 82  | Risi Competizione         | Ferrari F430 GT2            | M Michelin | Tracy Krohn Niklas Jönsson Eric van de Poele       |
| 83  | Risi Competizione         | Ferrari F430 GT2            | M Michelin | Jaime Melo, Jr. Gianmaria Bruni Pierre Kaffer      |
| 85  | Spyker Squadron           | Spyker C8 Laviolette GT2-R  | M Michelin | Tom Coronel Peter Dumbreck Jeroen Bleekemolen      |
| 88  | Team Felbermayr-Proton    | Porsche 997 GT3 RSR         | M Michelin | Horst Felbermayr Horst Felbermayr jr. Miro Konopka |
| 89  | Hankook Team Farnbacher   | Ferrari F430 GT2            | H Hankook  | Dominik Farnbacher Allan Simonsen Leh Keen         |
| 92  | JMW Motorsport            | Aston Martin V8 Vantage GT2 | D Dunlop   | Rob Bell Tim Sugden Bryce Miller                   |
| 95  | AF Corse SRL              | Ferrari F430 GT2            | M Michelin | Giancarlo Fisichella Jean Alesi Toni Vilander      |
| 96  | AF Corse SRL              | Ferrari F430 GT2            | M Michelin | Luis Pérez Companc Matías Russo Mika Salo          |
| 97  | BMS Scuderia Italia SpA   | Porsche 997 GT3 RSR         | M Michelin | Richard Westbrook Marko Holzer Timo Scheider       |

## Kwalificatie
De snelsten in hun klasse zijn vetgedrukt; LMP1 is rood, LMP2 is blauw, LMGT1 is groen en LMGT2 is oranje.
| Pos | No. | Team                      | Klasse | Q1        | Q2        | Verschil | Grid |
| --- | --- | ------------------------- | ------ | --------- | --------- | -------- | ---- |
| 1   | 3   | Peugeot Sport Total       | LMP1   | 3:19.711  | 3:20.212  |          | 1    |
| 2   | 1   | Team Peugeot Total        | LMP1   | 3:20.317  | 3:22.007  | +0.606   | 2    |
| 3   | 2   | Team Peugeot Total        | LMP1   | 3:20.325  | 3:20.961  | +0.614   | 3    |
| 4   | 4   | Team Oreca Matmut         | LMP1   | 3:21.129  | 3:23.141  | +1.481   | 4    |
| 5   | 9   | Audi Sport North America  | LMP1   | 3:23.578  | 3:21.981  | +2.270   | 5    |
| 6   | 7   | Audi Sport Team Joest     | LMP1   | 3:24.688  | 3:22.176  | +2.465   | 6    |
| 7   | 8   | Audi Sport Team Joest     | LMP1   | 3:24.430  | 3:23.605  | +3.894   | 7    |
| 8   | 007 | Aston Martin Racing       | LMP1   | 3:26.680  | 3:29.369  | +6.969   | 8    |
| 9   | 009 | Aston Martin Racing       | LMP1   | 3:26.747  | 3:28.869  | +7.036   | 9    |
| 10  | 6   | AIM Team Oreca Matmut     | LMP1   | 3:30.056  | 3:29.506  | +9.795   | 10   |
| 11  | 008 | Signature-Plus            | LMP1   | 3:29.774  | 3:37.142  | +10.063  | 11   |
| 12  | 14  | Kolles                    | LMP1   | 3:30.907  | 3:31.870  | +11.196  | 12   |
| 13  | 15  | Kolles                    | LMP1   | 3:31.661  | 3:34.401  | +11.950  | 13   |
| 14  | 11  | Drayson Racing            | LMP1   | 3:36.634  | 3:31.862  | +12.151  | 14   |
| 15  | 42  | Strakka Racing            | LMP2   | 3:36.168  | 3:33.079  | +13.368  | 15   |
| 16  | 12  | Rebellion Racing          | LMP1   | Geen tijd | 3:33.490  | +13.779  | 16   |
| 17  | 26  | Highcroft Racing          | LMP2   | 3:37.202  | 3:34.537  | +14.826  | 17   |
| 18  | 5   | Beechdean Mansell         | LMP1   | 3:36.897  | 3:38.367  | +17.186  | 18   |
| 19  | 13  | Rebellion Racing          | LMP1   | 3:44.101  | 3:37.093  | +17.382  | 19   |
| 20  | 25  | RML                       | LMP2   | 3:44.598  | 3:39.648  | +19.937  | 20   |
| 21  | 40  | Quifel ASM Team           | LMP2   | 3:41.968  | 3:40.532  | +20.821  | 21   |
| 22  | 35  | OAK Racing                | LMP2   | 3:42.399  | 3:41.310  | +21.599  | 22   |
| 23  | 19  | Michael Lewis/Autocon     | LMP1   | 4:00.646  | 3:43.167  | +23.456  | 23   |
| 24  | 29  | Racing Box SRL            | LMP2   | 3:51.065  | 3:47.971  | +28.260  | 24   |
| 25  | 41  | Team Bruichladdich        | LMP2   | 3:55.680  | 3:51.189  | +31.478  | 25   |
| 26  | 39  | KSM                       | LMP2   | 3:52.972  | 3:51.310  | +31.599  | 26   |
| 27  | 24  | OAK Racing                | LMP2   | 3:52.730  | 3:52.008  | +32.297  | 27   |
| 28  | 38  | Pegasus Racing            | LMP2   | 4:03.784  | 3:52.837  | +33.126  | 28   |
| 29  | 37  | Gerard Welter             | LMP2   | 3:55.818  | 3:53.109  | +33.398  | 29   |
| 30  | 28  | Race Performance AG       | LMP2   | 3:59.361  | 3:53.942  | +34.231  | 30   |
| 31  | 52  | Young Driver AMR          | LMGT1  | 3:55.025  | 4:02.133  | +35.314  | 31   |
| 32  | 70  | Marc VDS Racing Team      | LMGT1  | 4:00.325  | 3:55.356  | +35.645  | 32   |
| 33  | 60  | Matech Competition        | LMGT1  | 3:57.296  | 3:55.583  | +35.872  | 33   |
| 34  | 73  | Luc Alphand Aventures     | LMGT1  | 3:58.810  | 4:14.438  | +39.099  | 34   |
| 35  | 72  | Luc Alphand Aventures     | LMGT1  | 3:58.906  | 4:03.423  | +39.195  | 35   |
| 36  | 82  | Risi Competizione         | LMGT2  | 3:59.233  | 4:03.104  | +39.522  | 55   |
| 37  | 64  | Corvette Racing           | LMGT2  | 4:01.012  | 3:59.435  | +39.724  | 36   |
| 38  | 63  | Corvette Racing           | LMGT2  | 4:00.097  | 3:59.793  | +40.082  | 37   |
| 39  | 95  | AF Corse SRL              | LMGT2  | 4:02.492  | 3:59.837  | +40.126  | 38   |
| 40  | 61  | Matech Competition        | LMGT1  | 4:11.566  | 4:01.628  | +41.917  | 39   |
| 41  | 77  | Team Felbermayr-Proton    | LMGT2  | 4:02.001  | 4:01.640  | +41.929  | 40   |
| 42  | 76  | IMSA Performance Matmut   | LMGT2  | 4:01.755  | 4:06.630  | +42.044  | 41   |
| 43  | 78  | BMW Motorsport            | LMGT2  | 4:04.986  | 4:01.893  | +42.182  | 42   |
| 44  | 97  | BMS Scuderia Italia SpA   | LMGT2  | 4:06.278  | 4:02.014  | +42.303  | 43   |
| 45  | 89  | Hankook Team Farnbacher   | LMGT2  | 4:03.886  | 4:02.427  | +42.716  | 44   |
| 46  | 96  | AF Corse SRL              | LMGT2  | 4:02.615  | Geen tijd | +42.904  | -    |
| 47  | 80  | Flying Lizard Motorsports | LMGT2  | 4:08.315  | 4:02.685  | +42.974  | 45   |
| 48  | 50  | Larbre Compétition        | LMGT1  | 4:03.175  | 4:06.091  | +43.464  | 46   |
| 49  | 79  | BMW Motorsport            | LMGT2  | 4:05.851  | 4:03.215  | +43.504  | 47   |
| 50  | 83  | Risi Competizione         | LMGT2  | 4:03.959  | 4:13.047  | +44.248  | 48   |
| 51  | 85  | Spyker Squadron           | LMGT2  | 4:06.997  | 4:04.057  | +44.346  | 49   |
| 52  | 92  | JMW Motorsport            | LMGT2  | 4:06.391  | 4:04.303  | +44.592  | 50   |
| 53  | 69  | JLOC                      | LMGT1  | 4:13.368  | 4:05.170  | +45.459  | 51   |
| 54  | 75  | Prospeed Competition      | LMGT2  | 4:14.578  | 4:10.017  | +50.306  | 52   |
| 55  | 88  | Team Felbermayr-Proton    | LMGT2  | 4:10.054  | 4:20.293  | +50.343  | 53   |
| 56  | 81  | Jaguar RSR                | LMGT2  | 4:13.537  | 4:12.431  | +52.720  | 54   |

## Uitslag
Winnaars in hun klasse zijn vetgedrukt; LMP1 is rood, LMP2 is blauw, LMGT1 is groen en LMGT2 is oranje.
| Pos.                                                   | Klasse | Klasse | No. | Team                           | Coureurs                                            | Chassis                              | Banden     | Ronden |
| Pos.                                                   | Klasse | Pos.   | No. | Team                           | Coureurs                                            | Motor                                | Banden     | Ronden |
| ------------------------------------------------------ | ------ | ------ | --- | ------------------------------ | --------------------------------------------------- | ------------------------------------ | ---------- | ------ |
| 1                                                      | LMP1   | 1      | 9   | Audi Sport North America       | Mike Rockenfeller Timo Bernhard Romain Dumas        | Audi R15 TDI Plus                    | M Michelin | 397    |
| 1                                                      | LMP1   | 1      | 9   | Audi Sport North America       | Mike Rockenfeller Timo Bernhard Romain Dumas        | Audi TDI 5.5 L Turbo V10 (Diesel)    | M Michelin | 397    |
| 2                                                      | LMP1   | 2      | 8   | Audi Sport Team Joest          | André Lotterer Marcel Fässler Benoît Tréluyer       | Audi R15 TDI Plus                    | M Michelin | 396    |
| 2                                                      | LMP1   | 2      | 8   | Audi Sport Team Joest          | André Lotterer Marcel Fässler Benoît Tréluyer       | Audi TDI 5.5 L Turbo V10 (Diesel)    | M Michelin | 396    |
| 3                                                      | LMP1   | 3      | 7   | Audi Sport Team Joest          | Tom Kristensen Allan McNish Rinaldo Capello         | Audi R15 TDI Plus                    | M Michelin | 394    |
| 3                                                      | LMP1   | 3      | 7   | Audi Sport Team Joest          | Tom Kristensen Allan McNish Rinaldo Capello         | Audi TDI 5.5 L Turbo V10 (Diesel)    | M Michelin | 394    |
| 4                                                      | LMP1   | 4      | 6   | AIM Team Oreca Matmut          | Soheil Ayari Didier André Andy Meyrick              | Oreca 01                             | D Dunlop   | 369    |
| 4                                                      | LMP1   | 4      | 6   | AIM Team Oreca Matmut          | Soheil Ayari Didier André Andy Meyrick              | AIM YS5.5 5.5 L V10                  | D Dunlop   | 369    |
| 5                                                      | LMP2   | 1      | 42  | Strakka Racing                 | Nick Leventis Danny Watts Jonny Kane                | HPD ARX-01C                          | M Michelin | 367    |
| 5                                                      | LMP2   | 1      | 42  | Strakka Racing                 | Nick Leventis Danny Watts Jonny Kane                | HPD AL7R 3.4 L V8                    | M Michelin | 367    |
| 6                                                      | LMP1   | 4      | 007 | Aston Martin Racing            | Harold Primat Stefan Mücke Adrián Fernández         | Lola-Aston Martin B09/60             | M Michelin | 365    |
| 6                                                      | LMP1   | 4      | 007 | Aston Martin Racing            | Harold Primat Stefan Mücke Adrián Fernández         | Aston Martin 6.0 L V12               | M Michelin | 365    |
| 7                                                      | LMP2   | 2      | 35  | OAK Racing                     | Matthieu Lahaye Guillaume Moreau Jan Charouz        | Pescarolo 01                         | D Dunlop   | 361    |
| 7                                                      | LMP2   | 2      | 35  | OAK Racing                     | Matthieu Lahaye Guillaume Moreau Jan Charouz        | Judd DB 3.4 L V8                     | D Dunlop   | 361    |
| 8                                                      | LMP2   | 3      | 25  | RML                            | Mike Newton Thomas Erdos Andy Wallace               | Lola B08/80                          | D Dunlop   | 358    |
| 8                                                      | LMP2   | 3      | 25  | RML                            | Mike Newton Thomas Erdos Andy Wallace               | HPD AL7R 3.4 L V8                    | D Dunlop   | 358    |
| 9                                                      | LMP2   | 4      | 24  | OAK Racing                     | Jacques Nicolet Richard Hein Jean-François Yvon     | Pescarolo 01                         | D Dunlop   | 341    |
| 9                                                      | LMP2   | 4      | 24  | OAK Racing                     | Jacques Nicolet Richard Hein Jean-François Yvon     | Judd DB 3.4 L V8                     | D Dunlop   | 341    |
| 10                                                     | LMP2   | 5      | 41  | Team Bruichladdich             | Tim Greaves Karim Ojjeh Gary Chalandon              | Ginetta-Zytek GZ09S/2                | D Dunlop   | 341    |
| 10                                                     | LMP2   | 5      | 41  | Team Bruichladdich             | Tim Greaves Karim Ojjeh Gary Chalandon              | Zytek ZG348 3.4 L V8                 | D Dunlop   | 341    |
| 11                                                     | LMGT2  | 1      | 77  | Team Felbermayr-Proton         | Marc Lieb Richard Lietz Wolf Henzler                | Porsche 997 GT3-RSR                  | M Michelin | 338    |
| 11                                                     | LMGT2  | 1      | 77  | Team Felbermayr-Proton         | Marc Lieb Richard Lietz Wolf Henzler                | Porsche 4.0 L Flat-6                 | M Michelin | 338    |
| 12                                                     | LMGT2  | 2      | 89  | Hankook Team Farnbacher        | Dominik Farnbacher Allan Simonsen Leh Keen          | Ferrari F430 GT2                     | H Hankook  | 336    |
| 12                                                     | LMGT2  | 2      | 89  | Hankook Team Farnbacher        | Dominik Farnbacher Allan Simonsen Leh Keen          | Ferrari 4.0 L V8                     | H Hankook  | 336    |
| 13                                                     | LMGT1  | 1      | 50  | Larbre Compétition             | Roland Berville Julien Canal Gabriele Gardel        | Saleen S7-R                          | M Michelin | 331    |
| 13                                                     | LMGT1  | 1      | 50  | Larbre Compétition             | Roland Berville Julien Canal Gabriele Gardel        | Ford 7.0 L V8                        | M Michelin | 331    |
| 14                                                     | LMGT2  | 3      | 97  | BMS Scuderia Italia SpA        | Marco Holzer Richard Westbrook Timo Scheider        | Porsche 997 GT3-RSR                  | M Michelin | 327    |
| 14                                                     | LMGT2  | 3      | 97  | BMS Scuderia Italia SpA        | Marco Holzer Richard Westbrook Timo Scheider        | Porsche 4.0 L Flat-6                 | M Michelin | 327    |
| 15                                                     | LMGT1  | 2      | 72  | Luc Alphand Aventures          | Stéphane Grégoire Jérôme Policand David Hart        | Corvette C6.R                        | D Dunlop   | 327    |
| 15                                                     | LMGT1  | 2      | 72  | Luc Alphand Aventures          | Stéphane Grégoire Jérôme Policand David Hart        | Corvette LS7.R 7.0 L V8              | D Dunlop   | 327    |
| 16                                                     | LMGT2  | 4      | 95  | AF Corse SRL                   | Giancarlo Fisichella Jean Alesi Toni Vilander       | Ferrari F430 GT2                     | M Michelin | 323    |
| 16                                                     | LMGT2  | 4      | 95  | AF Corse SRL                   | Giancarlo Fisichella Jean Alesi Toni Vilander       | Ferrari 4.0 L V8                     | M Michelin | 323    |
| 17                                                     | LMGT2  | 5      | 76  | IMSA Performance Matmut        | Raymond Narac Patrick Pilet Patrick Long            | Porsche 997 GT3-RSR                  | M Michelin | 321    |
| 17                                                     | LMGT2  | 5      | 76  | IMSA Performance Matmut        | Raymond Narac Patrick Pilet Patrick Long            | Porsche 4.0 L Flat-6                 | M Michelin | 321    |
| 18                                                     | LMP2   | 6      | 28  | Race Performance AG            | Pierre Bruneau Marc Rostan Ralph Meichtry           | Radical SR9                          | P Pirelli  | 321    |
| 18                                                     | LMP2   | 6      | 28  | Race Performance AG            | Pierre Bruneau Marc Rostan Ralph Meichtry           | Judd DB 3.4 L V8                     | P Pirelli  | 321    |
| 19                                                     | LMGT2  | 6      | 78  | BMW Motorsport                 | Jörg Müller Augusto Farfus Uwe Alzen                | BMW M3 GT2                           | D Dunlop   | 320    |
| 19                                                     | LMGT2  | 6      | 78  | BMW Motorsport                 | Jörg Müller Augusto Farfus Uwe Alzen                | BMW 4.0 L V8                         | D Dunlop   | 320    |
| 20                                                     | LMP2   | 7      | 40  | Quifel ASM Team                | Miguel Amaral Olivier Pla Warren Hughes             | Ginetta-Zytek GZ09S/2                | M Michelin | 318    |
| 20                                                     | LMP2   | 7      | 40  | Quifel ASM Team                | Miguel Amaral Olivier Pla Warren Hughes             | Zytek ZG348 3.4 L V8                 | M Michelin | 318    |
| 21                                                     | LMGT2  | 7      | 75  | Prospeed Competition           | Paul van Splunteren Niek Hommerson Louis Machiels   | Porsche 997 GT3-RSR                  | M Michelin | 317    |
| 21                                                     | LMGT2  | 7      | 75  | Prospeed Competition           | Paul van Splunteren Niek Hommerson Louis Machiels   | Porsche 4.0 L Flat-6                 | M Michelin | 317    |
| 22                                                     | LMGT1  | 3      | 52  | Young Driver AMR               | Tomáš Enge Christoffer Nygaard Peter Kox            | Aston Martin DBR9                    | M Michelin | 311    |
| 22                                                     | LMGT1  | 3      | 52  | Young Driver AMR               | Tomáš Enge Christoffer Nygaard Peter Kox            | Aston Martin 6.0 L V12               | M Michelin | 311    |
| 23                                                     | LMP2   | 8      | 37  | Gerard Welter                  | Philippe Salini Stéphane Salini Tristan Gommendy    | WR LMP2008                           | D Dunlop   | 308    |
| 23                                                     | LMP2   | 8      | 37  | Gerard Welter                  | Philippe Salini Stéphane Salini Tristan Gommendy    | Zytek ZG348 3.4 L V8                 | D Dunlop   | 308    |
| 24                                                     | LMGT2  | 8      | 88  | Team Felbermayr-Proton         | Horst Felbermayr Horst Felbermayr jr. Miro Konopka  | Porsche 997 GT3-RSR                  | M Michelin | 304    |
| 24                                                     | LMGT2  | 8      | 88  | Team Felbermayr-Proton         | Horst Felbermayr Horst Felbermayr jr. Miro Konopka  | Porsche 4.0 L Flat-6                 | M Michelin | 304    |
| 25                                                     | LMP2   | 9      | 26  | Highcroft Racing               | David Brabham Marino Franchitti Marco Werner        | HPD ARX-01C                          | M Michelin | 296    |
| 25                                                     | LMP2   | 9      | 26  | Highcroft Racing               | David Brabham Marino Franchitti Marco Werner        | HPD AL7R 3.4 L V8                    | M Michelin | 296    |
| 26                                                     | LMP2   | 10     | 39  | KSM                            | Jean de Pourtales Hideki Noda Jonathan Kennard      | Lola B07/40                          | D Dunlop   | 291    |
| 26                                                     | LMP2   | 10     | 39  | KSM                            | Jean de Pourtales Hideki Noda Jonathan Kennard      | Judd DB 3.4 L V8                     | D Dunlop   | 291    |
| 27                                                     | LMGT2  | 9      | 85  | Spyker Squadron                | Tom Coronel Peter Dumbreck Jeroen Bleekemolen       | Spyker C8 Laviolette GT2-R           | M Michelin | 280    |
| 27                                                     | LMGT2  | 9      | 85  | Spyker Squadron                | Tom Coronel Peter Dumbreck Jeroen Bleekemolen       | Audi 4.0 L V8                        | M Michelin | 280    |
| Niet geklasseerd - minder dan 70% (277 ronden) gereden |        |        |     |                                |                                                     |                                      |            |        |
| 28                                                     | LMP1   | 6      | 11  | Drayson Racing                 | Paul Drayson Jonny Cocker Emanuele Pirro            | Lola B09/60                          | M Michelin | 254    |
| 28                                                     | LMP1   | 6      | 11  | Drayson Racing                 | Paul Drayson Jonny Cocker Emanuele Pirro            | Judd GV5.5 S2 5.5 L V10              | M Michelin | 254    |
| Uitgevallen                                            |        |        |     |                                |                                                     |                                      |            |        |
| 29                                                     | LMP1   | 7      | 4   | Team Oreca Matmut              | Olivier Panis Nicolas Lapierre Loïc Duval           | Peugeot 908 HDi FAP                  | M Michelin | 373    |
| 29                                                     | LMP1   | 7      | 4   | Team Oreca Matmut              | Olivier Panis Nicolas Lapierre Loïc Duval           | Peugeot HDi 5.5 L Turbo V12 (Diesel) | M Michelin | 373    |
| 30                                                     | LMP1   | 8      | 009 | Aston Martin Racing            | Darren Turner Juan Barazi Sam Hancock               | Lola-Aston Martin B09/60             | M Michelin | 368    |
| 30                                                     | LMP1   | 8      | 009 | Aston Martin Racing            | Darren Turner Juan Barazi Sam Hancock               | Aston Martin 6.0 L V12               | M Michelin | 368    |
| 31                                                     | LMP1   | 9      | 1   | Team Peugeot Total             | Alexander Wurz Marc Gené Anthony Davidson           | Peugeot 908 HDi FAP                  | M Michelin | 360    |
| 31                                                     | LMP1   | 9      | 1   | Team Peugeot Total             | Alexander Wurz Marc Gené Anthony Davidson           | Peugeot HDi 5.5 L Turbo V12 (Diesel) | M Michelin | 360    |
| 32                                                     | LMP1   | 10     | 15  | Kolles                         | Christian Bakkerud Oliver Jarvis Christijan Albers  | Audi R10 TDI                         | M Michelin | 331    |
| 32                                                     | LMP1   | 10     | 15  | Kolles                         | Christian Bakkerud Oliver Jarvis Christijan Albers  | Audi TDI 5.5 L Turbo V12 (Diesel)    | M Michelin | 331    |
| 33                                                     | LMP1   | 11     | 008 | Signature-Plus                 | Pierre Ragues Franck Mailleux Vanina Ickx           | Lola-Aston Martin B09/60             | D Dunlop   | 302    |
| 33                                                     | LMP1   | 11     | 008 | Signature-Plus                 | Pierre Ragues Franck Mailleux Vanina Ickx           | Aston Martin 6.0 L V12               | D Dunlop   | 302    |
| 34                                                     | LMP1   | 12     | 2   | Team Peugeot Total             | Nicolas Minassian Stéphane Sarrazin Franck Montagny | Peugeot 908 HDi FAP                  | M Michelin | 264    |
| 34                                                     | LMP1   | 12     | 2   | Team Peugeot Total             | Nicolas Minassian Stéphane Sarrazin Franck Montagny | Peugeot HDi 5.5 L Turbo V12 (Diesel) | M Michelin | 264    |
| 35                                                     | LMGT2  | 10     | 64  | Corvette Racing                | Oliver Gavin Olivier Beretta Emmanuel Collard       | Corvette C6.R                        | M Michelin | 255    |
| 35                                                     | LMGT2  | 10     | 64  | Corvette Racing                | Oliver Gavin Olivier Beretta Emmanuel Collard       | Corvette 5.5 L V8                    | M Michelin | 255    |
| 36                                                     | LMGT1  | 4      | 73  | Luc Alphand Aventures          | Julien Jousse Xavier Maassen Patrice Goueslard      | Corvette C6.R                        | D Dunlop   | 238    |
| 36                                                     | LMGT1  | 4      | 73  | Luc Alphand Aventures          | Julien Jousse Xavier Maassen Patrice Goueslard      | Corvette LS7.R 7.0 L V8              | D Dunlop   | 238    |
| 37                                                     | LMGT2  | 11     | 63  | Corvette Racing                | Johnny O'Connell Jan Magnussen Antonio García       | Corvette C6.R                        | M Michelin | 225    |
| 37                                                     | LMGT2  | 11     | 63  | Corvette Racing                | Johnny O'Connell Jan Magnussen Antonio García       | Corvette 5.5 L V8                    | M Michelin | 225    |
| 38                                                     | LMGT2  | 12     | 83  | Risi Competizione Krohn Racing | Tracy Krohn Niclas Jönsson Eric van de Poele        | Ferrari F430 GT2                     | M Michelin | 197    |
| 38                                                     | LMGT2  | 12     | 83  | Risi Competizione Krohn Racing | Tracy Krohn Niclas Jönsson Eric van de Poele        | Ferrari 4.0 L V8                     | M Michelin | 197    |
| 39                                                     | LMP1   | 13     | 14  | Kolles                         | Scott Tucker Manuel Rodrigues Christophe Bouchut    | Audi R10 TDI                         | M Michelin | 182    |
| 39                                                     | LMP1   | 13     | 14  | Kolles                         | Scott Tucker Manuel Rodrigues Christophe Bouchut    | Audi TDI 5.5 L Turbo V12 (Diesel)    | M Michelin | 182    |
| 40                                                     | LMP1   | 14     | 12  | Rebellion Racing               | Nicolas Prost Neel Jani Marco Andretti              | Lola B10/60                          | M Michelin | 175    |
| 40                                                     | LMP1   | 14     | 12  | Rebellion Racing               | Nicolas Prost Neel Jani Marco Andretti              | Rebellion 5.5 L V10                  | M Michelin | 175    |
| 41                                                     | LMGT1  | 5      | 60  | Matech Competition             | Thomas Mutsch Romain Grosjean Jonathan Hirschi      | Ford GT1                             | M Michelin | 171    |
| 41                                                     | LMGT1  | 5      | 60  | Matech Competition             | Thomas Mutsch Romain Grosjean Jonathan Hirschi      | Ford 5.3 L V8                        | M Michelin | 171    |
| 42                                                     | LMP1   | 15     | 13  | Rebellion Racing               | Jean-Christophe Boullion Andrea Belicchi Guy Smith  | Lola B10/60                          | M Michelin | 143    |
| 42                                                     | LMP1   | 15     | 13  | Rebellion Racing               | Jean-Christophe Boullion Andrea Belicchi Guy Smith  | Rebellion 5.5 L V10                  | M Michelin | 143    |
| 43                                                     | LMGT1  | 6      | 69  | JLOC                           | Atsushi Yogo Koji Yamanishi Hiroyuki Iiri           | Lamborghini Murciélago LP670 R-SV    | Y Yokohama | 138    |
| 43                                                     | LMGT1  | 6      | 69  | JLOC                           | Atsushi Yogo Koji Yamanishi Hiroyuki Iiri           | Lamborghini 6.5 L V12                | Y Yokohama | 138    |
| 44                                                     | LMGT2  | 13     | 82  | Risi Competizione              | Jaime Melo, Jr. Gianmaria Bruni Pierre Kaffer       | Ferrari F430 GT2                     | M Michelin | 116    |
| 44                                                     | LMGT2  | 13     | 82  | Risi Competizione              | Jaime Melo, Jr. Gianmaria Bruni Pierre Kaffer       | Ferrari 4.0 L V8                     | M Michelin | 116    |
| 45                                                     | LMGT2  | 14     | 92  | JMW Motorsport                 | Rob Bell Tim Sugden Bryce Miller                    | Aston Martin V8 Vantage GT2          | D Dunlop   | 71     |
| 45                                                     | LMGT2  | 14     | 92  | JMW Motorsport                 | Rob Bell Tim Sugden Bryce Miller                    | Aston Martin 4.5 L V8                | D Dunlop   | 71     |
| 46                                                     | LMGT2  | 15     | 80  | Flying Lizard Motorsports      | Seth Neiman Darren Law Jörg Bergmeister             | Porsche 997 GT3-RSR                  | M Michelin | 61     |
| 46                                                     | LMGT2  | 15     | 80  | Flying Lizard Motorsports      | Seth Neiman Darren Law Jörg Bergmeister             | Porsche 4.0 L Flat-6                 | M Michelin | 61     |
| 47                                                     | LMGT1  | 7      | 61  | Matech Competition             | Natacha Gachnang Cyndie Allemann Rahel Frey         | Ford GT1                             | M Michelin | 59     |
| 47                                                     | LMGT1  | 7      | 61  | Matech Competition             | Natacha Gachnang Cyndie Allemann Rahel Frey         | Ford 5.3 L V8                        | M Michelin | 59     |
| 48                                                     | LMP2   | 11     | 29  | Racing Box SRL                 | Luca Pirri Marco Cioci Piergiuseppe Perazzini       | Lola B08/80                          | D Dunlop   | 57     |
| 48                                                     | LMP2   | 11     | 29  | Racing Box SRL                 | Luca Pirri Marco Cioci Piergiuseppe Perazzini       | Judd DB 3.4 L V8                     | D Dunlop   | 57     |
| 49                                                     | LMGT2  | 16     | 79  | BMW Motorsport                 | Andy Priaulx Dirk Müller Dirk Werner                | BMW M3 GT2                           | D Dunlop   | 53     |
| 49                                                     | LMGT2  | 16     | 79  | BMW Motorsport                 | Andy Priaulx Dirk Müller Dirk Werner                | BMW 4.0 L V8                         | D Dunlop   | 53     |
| 50                                                     | LMP2   | 12     | 38  | Pegasus Racing                 | Julien Schell Frédéric da Rocha David Zollinger     | Norma M200                           | D Dunlop   | 40     |
| 50                                                     | LMP2   | 12     | 38  | Pegasus Racing                 | Julien Schell Frédéric da Rocha David Zollinger     | Judd DB 3.4 L V8                     | D Dunlop   | 40     |
| 51                                                     | LMP1   | 16     | 3   | Peugeot Sport Total            | Sébastien Bourdais Pedro Lamy Simon Pagenaud        | Peugeot 908 HDi FAP                  | M Michelin | 38     |
| 51                                                     | LMP1   | 16     | 3   | Peugeot Sport Total            | Sébastien Bourdais Pedro Lamy Simon Pagenaud        | Peugeot HDi 5.5 L Turbo V12 (Diesel) | M Michelin | 38     |
| 52                                                     | LMGT1  | 8      | 70  | Marc VDS Racing Team           | Eric de Doncker Bas Leinders Markus Palttala        | Ford GT1                             | M Michelin | 26     |
| 52                                                     | LMGT1  | 8      | 70  | Marc VDS Racing Team           | Eric de Doncker Bas Leinders Markus Palttala        | Ford 5.0 L V8                        | M Michelin | 26     |
| 53                                                     | LMP1   | 17     | 5   | Beechdean Mansell              | Nigel Mansell Greg Mansell Leo Mansell              | Ginetta-Zytek GZ09S                  | D Dunlop   | 4      |
| 53                                                     | LMP1   | 17     | 5   | Beechdean Mansell              | Nigel Mansell Greg Mansell Leo Mansell              | Zytek ZJ458 4.5 L V8                 | D Dunlop   | 4      |
| 54                                                     | LMGT2  | 17     | 81  | Jaguar RSR                     | Paul Gentilozzi Ryan Dalziel Marc Goossens          | Jaguar XKR GT2                       | Y Yokohama | 4      |
| 54                                                     | LMGT2  | 17     | 81  | Jaguar RSR                     | Paul Gentilozzi Ryan Dalziel Marc Goossens          | Jaguar 5.0 L V8                      | Y Yokohama | 4      |
| 55                                                     | LMP1   | 18     | 19  | Michael Lewis/Autocon          | Michael Lewis Bryan Willman Tony Burgess            | Lola B06/10                          | D Dunlop   | 1      |
| 55                                                     | LMP1   | 18     | 19  | Michael Lewis/Autocon          | Michael Lewis Bryan Willman Tony Burgess            | AER P32T 4.0 L Turbo V8              | D Dunlop   | 1      |
| Niet gestart                                           |        |        |     |                                |                                                     |                                      |            |        |
| -                                                      | LMGT2  | -      | 96  | AF Corse SRL                   | Luis Pérez Companc Matías Russo Mika Salo           | Ferrari F430 GT2                     | M Michelin | -      |
| -                                                      | LMGT2  | -      | 96  | AF Corse SRL                   | Luis Pérez Companc Matías Russo Mika Salo           | Ferrari 4.0 L V8                     | M Michelin | -      |

1923 · 1924 · 1925 · 1926 · 1927 · 1928 · 1929 · 1930 · 1931 · 1932 · 1933 · 1934 · 1935 · 1936 · 1937 · 1938 · 1939 · 1940 - 1948 · 1949 · 1950 · 1951 · 1952 · 1953 · 1954 · 1955 (Ramp) · 1956 · 1957 · 1958 · 1959 · 1960 · 1961 · 1962 · 1963 · 1964 · 1965 · 1966 · 1967 · 1968 · 1969 · 1970 · 1971 · 1972 · 1973 · 1974 · 1975 · 1976 · 1977 · 1978 · 1979 · 1980 · 1981 · 1982 · 1983 · 1984 · 1985 · 1986 · 1987 · 1988 · 1989 · 1990 · 1991 · 1992 · 1993 · 1994 · 1995 · 1996 · 1997 · 1998 · 1999 · 2000 · 2001 · 2002 · 2003 · 2004 · 2005 · 2006 · 2007 · 2008 · 2009 · 2010 · 2011 · 2012 · 2013 · 2014 · 2015 · 2016 · 2017 · 2018 · 2019 · 2020 · 2021 · 2022 · 2023 · 2024